# 養育計画
「養育計画」あるいは「育て方の合意」とは、夫婦が離婚するときや別居をするときに、共同親権者たる父母間で作成される子どもの養育についての合意（契約）である。別れた父母間での子育てに関する将来の紛争の防止を目的とする。もし、両親が養育計画を決めないと、裁判所が代わりに養育計画を決めることになる。国によっては、両親は調停制度を利用することもでき、調停人が裁判官の代わりに判断を行う。
育児計画は「子育てに関する両親間の契約」であり、「契約で子育てができるのか」「契約万能主義に毒されている」という批判がある。

## 育児計画の内容
養育計画には、通常以下のようなことが盛り込まれる。
- 親子の時間の予定表 （身体的共同親権）
- 子どもについての意思決定 （法的共同親権）
- 子どもの移動と引渡しの方法
- 学校の長期休暇の過ごし方
- 養育費の金額、支払い方
- 紛争の解決手順
- 学校への参加、成績や記録の共有
- 身体的、精神的な健康管理
- 会うための情報提供、住居の移動、海外旅行
- 社会活動、学校行事
- 宿泊つきの親子交流
- コミュニケーション方法、相互の意思決定
- 調停の利用
- 医療保険とその費用負担
- 親戚や関係者との交流
- 税金の支払い、遺言

上記の項目のうち、養育費や健康保険などについては、国や州の法律によって規制を受けている。
裁判所で聴聞が行われるより前に、両方の親によって養育計画の作成が行われるとは、それは「明記された」養育計画と呼ばれる。裁判官は、聴聞を行わずに、その明記された養育計画を容認することもできる。裁判官は通常、聴聞に進むよりも、両方の親に合意に至るように促す。 

## 各国の育児計画

### 米国
大半の州では、裁判所が養育計画の作成を命じなければならないとする法律がある。 非同居親の権利として、親子で過ごす最低限の時間と、最低限の接触が定められているが、養育計画は、そうした基準を満たすものでなければならない。もし、裁判所が命じる育児計画に、最低限の時間の記載が欠けているのであれば、上級裁判所へ控訴して修正を求めることができる。子どもがいる場合には、通常は、離婚の判決の一部分として、最初の養育計画が決められる。双方の親は、後日、引越しや児童虐待の問題や健康問題などにより状況が変わったときには、養育計画の修正を裁判所に求めることができる。

単独親権の場合、大半の州の裁判所が定める親子交流の頻度は、非同居親との距離が短い場合には、隔週で週末2日間と長期休暇の半分ほどである。非同居親との距離が長い場合には、移動の回数を減らすために、親子交流の時間を寄せ集めることが許されている。両親は、標準的な養育計画とは異なる養育計画を採用することができるが、裁判官の許可が必要である。

州によっては、子どもが13歳くらいになれば、養育や養育計画について裁判所で証言する権利を持つ場合がある。通常、子どもの証言は、裁判所の判断に大きい影響を与える。

養育計画には、いろいろな制限を付記したり、子どもとの交流に関しての全般的な注釈を付けることができる。例えば、安全確保に関する件、医学的ケアに関する件、スポーツ参加に関する件について、注釈を付けることができる。
アメリカにおいては、養育計画は裁判所の命令という形になるため、極めて強い強制力を持ち、違反した場合は刑罰（法廷侮辱罪）の対象となり、またそのことを理由に、違反した親の親権が取り消されるなどの制裁がある。しかし、この強すぎる強制力が問題となることがあり、例えば病気や仕事の都合で指定された監護開始の時刻に遅れた場合でも裁判所命令違反ということになり、親権を失う可能性がある。このように、些細な違反を理由に親権喪失の訴えを起こすようなことをリーガルハラスメントというが、弁護士費用が高額で、訴えられれば金銭的負担が非常に大きいアメリカでは、貧しい側の親にとって大きな問題となっている。

### イギリス
イングランドとウェールズの CAFCASS「裁判所についての、子どもと家族への助言と支援サービス」という政府組織は、特定の部局には属さない組織であるが、「子どもを第一にする養育計画：別居する両親へのガイド」という小冊子を提供している。

### オーストラリア
オーストラリアにおける養育計画は、双方の親の間で、裁判所の関与無しに作成されて文書化されるが、調停員が関与して作成される場合もある。そうした育児計画は、両親を拘束するものではなく、法的に強制するものではないので、制裁はない。養育計画は裁判所の承認を得られるような形式で作成することもでき、ひとたび裁判所の承認を受ければ、それは同意命令(Consent Order)としての効力を持つ。どの家庭もユニークであるので、決められた「標準的な養育計画」は存在しないが、養育計画の具体例を参考にすることは可能である。

養育計画は、法的に強制可能であるわけではないが、養育計画が両親の間で合意された後に、法的手続きが取られた場合には、合意された養育計画は合意時における両方の親の意向を反映したものであるとして、裁判所は慎重かつ相当な重みで養育計画を評価する。

養育計画は、両方の親が合意すれば、多くの項目を盛り込むこともできるし、逆に簡素なものにすることもできる。支払うべき養育費は「オーストラリア政府の養育費部局 」によって決められるので、養育費の取り決めは通常は養育計画には含まれない。